# 寒葉坂
寒葉坂（かんばざか）は、徳島県海部郡美波町と牟岐町の境界にある国道55号）の峠。標高約130m。寒葉峠とも表記される。

## 地理
海部郡の旧日和佐町（現在の美波町）と牟岐町橘の境にある峠。徳島藩政期に土佐街道が通っていたところで、一里松があった。1962年（昭和37年）には国道55号となり、下のトンネルをJR牟岐線が通る。峠名は、すぐ西にある集落名による。
昔、ヒヒ退治にきた鉄砲撃ちの兄弟が、ヒヒを討ち取ったもの、弟も傷を負ってのちに落命、悲観した兄も自殺をして果てたという、峠から旧道に下ったところに、兄を祀った高知神社があり、また弟は喜来にある神社に祀られている。峠は緩い勾配をなす。